# Distretto di Sovetskij (Crimea)
Il distretto di Sovetskij (in russo Советский район?, Sovetskij rajon; in ucraino Совєтський район?, Sovets'kyj rajon; in tataro: İçki rayonı) è un rajon appartenente de jure alla Repubblica autonoma di Crimea  e de facto alla Repubblica di Crimea, con 30.924 abitanti al 2021. Il capoluogo è la città omonima.

## Geografia antropica
Il distretto è suddiviso in un insediamento urbano ed 11 insediamenti rurali con 37 villaggi.

### Insediamenti di tipo urbano
- Sovetskij